# Mvoung (département)
La Mvoung est l'un des quatre départements de la province de l'Ogooué-Ivindo (souvent désignée par G6) au Gabon. Son chef-lieu est Ovan. Le département est constitué de deux cantons, en amont se trouve le canton Dzoue et en aval le canton Beleme. 
Le canton Dzoue compte cinq villages (Bissobilam, Afoumadzo, Akana, Agnang, Mintoum). Par ailleurs, on dénombre sept villages dans le canton Beleme (Ebe-Messe, Melane, Sougalam-Mfoubenzock, Biliba, Chantier SHM, Ekarlong, Koumameyong).
Ovan est l'unique commune que compte le département, constituée de quartiers de part et d'autre de la rivière Mvoung qui la traverse.

## Étymologie
Le département tire son nom du Mvoung, une rivière du Gabon et un sous affluent du fleuve Ogooué.